# Шосе 5 (Ізраїль)
Шосе 5, або Транс- самарійська дорога  — одна з головних автодоріг Ізраїлю. Вона пов'язує середземноморське узбережжя північного Тель-Авіва з містом Аріель та інші ізраїльські населені пункти центрального Шарона .
Шосе 5 перетинає найважливіші транспортні артерії Ізраїлю: Прибережне шосе (Шосе 2), шосе Аялон (Шосе 20), шосе Геа (Шосе 4) і Транс-ізраїльське шосе (Шосе 6, шосе Іцха Рабіна). На захід від «Зеленої межі» шосе 5 є швидкісним. На схід від «Зеленої межі» шосе проходить в обхід арабських поселень до Аріеля.